# Isabella Wranå
Isabella Wranå (ur. 22 czerwca 1997) – szwedzka curlerka, mistrzyni świata juniorów z 2014 roku. Mistrzyni świata par mieszanych z 2024 roku. Siostra curlera Rasmusa Wranå.

## Kariera

### Juniorki
Isabella Wranå czterokrotnie prowadziła szwedzką reprezentację na mistrzostwach świata juniorów. W 2014 zajęła 4. miejsce. Na tej samej pozycji ukończyła mistrzostwa w 2015 roku. Po roku przerwy, w 2017, wraz z Jennie Wåhlin, Fanny Sjöberg i Almidą de Val wywalczyły złoto, w finale pokonując Szkocję (Sophie Jackson). Rok później Szwedki znów dotarły do finału, gdzie zostały jednak pokonane przez kanadyjską drużynę Kaitlyn Jones.
Drużyna pod jej wodzą występowała również w Zimowej Uniwersjadzie 2017, gdzie zdobyła brązowy medal.

### Kobiety
Wraz z Wåhlin, De Val i Sjöberg, Isabella Wranå zdobyła złoty medal na Zimowej Uniwersjadzie 2019. W 2018 roku została wpisana na szwedzką curlingową listę sław.

### Miksty
Wranå dwukrotnie reprezentowała Szwecję podczas mistrzostw Europy mikstów, w drużynie Patrica Mabergsa. W 2014 roku zdobyła złoty medal. W 2017 odpadła w ćwierćfinałach.

### Pary mieszane
Isabella występuje również w konkurencji par mieszanych ze swoim bratem Rasmusem. Para wygrała swoje pierwsze zawody w Bernie w 2020 roku. W 2022 roku reprezentowali Szwecję w mistrzostwach świata, gdzie awansowali do rundy play-off, ale zostali wyeliminowani przez niemiecką parę Schöll/Harsch.
W 2024 roku rodzeństwo po raz kolejny reprezentowało Szwecję na mistrzostwach świata w Östersund, tym razem zdobywając złoty medal. W finale pokonali estońską parę Kaldvee/Lill.